# Acacia mathuataensis
Acacia mathuataensis är en ärtväxtart som beskrevs av Albert Charles Smith. Acacia mathuataensis ingår i släktet akacior, och familjen ärtväxter. IUCN kategoriserar arten globalt som akut hotad. Inga underarter finns listade i Catalogue of Life.